# Chaetominin
Chaetominin ist ein Chinazolin-Alkaloid, das 2006 aus dem Schimmelpilz Aspergillus fumigatus (damals Chaetomium genannt) extrahiert wurde. Für die organische Verbindung wurde in Versuchen in Zelllinien eine zytotoxische Wirkung gegenüber K562-Leukämie- und SW1116-Darmkrebszellen nachgewiesen.

## Synthese
Chaetominin erhält man über eine Totalsynthese in vier Schritten und erzielt eine Gesamtausbeute von 33,4 %. Ausgangsstoffe für die Totalsynthese sind D-Tryptophan, o-Nitrobenzoylchlorid und L-Alaninmethylester als Hydrochlorid. Die Synthese verläuft ohne Schutzgruppen. Im ersten Schritt wird D-Tryptophan mit o-Nitrobenzoylchlorid in Tetrahydrofuran (THF) acyliert. Das Reaktionsprodukt wird mit Isobutylchloroformat und 4-Methylmorpholin (NMM) behandelt und dann L-Alaninmethylester-Hydrochlorid hinzugegeben. Die Chinazolin-Einheit wird durch Reaktion mit Trimethylorthoformiat und einem niedervalenten Titan-Reagenz (in situ aus Zink und Titantetrachlorid hergestellt) aufgebaut. Im letzten Schritt wird über eine Reaktionskaskade aus Epoxidierung und Cyclisierung das tricyclische Ringsystem gebildet. Dazu wird Dimethyldioxiran in Aceton bei −78 °C eingesetzt und später Dimethylsulfoxid hinzugegeben. Als Nebenreaktion findet eine Lactonisierung statt, was die Ausbeute verringert.

## Wirkungsweise
Bei in-vitro-Experimenten wurde die zytotoxische Wirkung mit einem IC50-Wert von 35 ± 2,03 nM im Vergleich zu 5-Fluoruracil als größer festgestellt. Chaetominin löst Apoptose in den K562-Zellen aus, dies wurde bei einer Beobachtung der Zellkerne mit Hoechst-33342 bestätigt. Die Wirkung auf menschliche Blutzellen liegt im Vergleich nur bei etwa 10 %, auch bei stark erhöhten Konzentrationen. Damit ist die Selektivität höher als bei anderen Zytostatika.